# Fuji Bank
Fuji Bank, Limited (株式会社富士銀行, Kabushiki-gaisha Fuji Ginkō) foi um dos maiores grupos bancários formados após a Segunda Guerra Mundial. Em 2000, juntou-se a Dai-Ichi Kangyo Bank e Industrial Bank of Japan para formar o Mizuho Financial Group, alterado mais tarde para Mizuho Corporate Bank, posteriormente à transferência dos seus serviços para o Mizuho Bank. Durante os ataques de 11 de Setembro de 2001, os seus escritórios foram destruídos após o embate de dois aviões desviados por terroristas contra o World Trade Center.